# Campeonato Mundial de Natación en Piscina Corta de 2014 - Relevo 4 x 200 metros estilo libre femenino
El relevo de 4 x 200 metros de estilo libre femenino de natación en el Campeonato Mundial de Natación en Piscina Corta de 2014, se llevó a cabo el 3 de diciembre de 2014, en Doha, Catar.

## Récords
|       | País  | Tiempo  | Lugar | Fecha                   |
| ----- | ----- | ------- | ----- | ----------------------- |
| RM RC | China | 7:35.94 | Dubái | 15 de diciembre de 2010 |

The following records were established during the competition:
| Fecha          | Fase  | País         | Tiempo  | Récord |
| -------------- | ----- | ------------ | ------- | ------ |
| 3 de diciembre | Final | Países Bajos | 7:32.85 | RM, RC |

- RM: Récord mundial
- RC: Récord de campeonato

## Resultados

### Series
Las series se realizaron a las 12:52 (hora local de Catar).
| Rank | Heat | Lane | Nation         | Swimmers | Time    | Notes |
| ---- | ---- | ---- | -------------- | --- | ------- | ----- |
| 1    | 2    | 8    | Países Bajos   | Inge Dekker (1:54.80) Ranomi Kromowidjojo (1:55.56) Sharon van Rouwendaal (1:54.14) Femke Heemskerk (1:54.70) | 7:39.20 | Q     |
| 2    | 1    | 5    | Suecia         | Louise Hansson (1:56.18) Michelle Coleman (1:54.98) Ida Marko-Varga (1:58.76) Sarah Sjöström (1:53.95)        | 7:43.87 | Q     |
| 3    | 2    | 5    | China          | Qiu Yuhan (1:53.45) Cao Yue (1:57.15) Guo Junjun (1:57.76) Shen Duo (1:56.06)                                 | 7:44.42 | Q     |
| 4    | 1    | 4    | Estados Unidos | Shannon Vreeland (1:54.78) Emily Allen (1:58.30) Katie Drabot (1:55.49) Madisyn Cox (1:56.24)                 | 7:44.81 | Q     |
| 5    | 1    | 7    | Australia      | Leah Neale (1:54.58) Kylie Palmer (1:54.86) Brianna Throssell (1:57.05) Katie Goldman (1:58.69)               | 7:45.18 | Q     |
| 6    | 2    | 7    | Rusia          | Arina Openysheva (1:57.22) Viktoriya Andreyeva (1:56.98) Veronika Popova (1:53.12) Elena Sokolova (1:58.19)   | 7:45.51 | Q     |
| 7    | 2    | 4    | Japón          | Chihiro Igarashi (1:55.87) Tomomi Aoki (1:56.48) Miki Uchida (1:54.85) Yayoi Matsumoto (1:58.77)              | 7:45.97 | Q     |
| 8    | 2    | 6    | Hungría        | Evelyn Verrasztó (1:54.64) Boglárka Kapás (1:57.87) Fanni Gyurinovics (1:58.34) Zsuzsanna Jakabos (1:55.36)   | 7:46.21 | Q     |
| 9    | 2    | 3    | Italia         | Chiara Luccetti (1:55.93) Alice Mizzau (1:56.38) Diletta Carli (1:59.21) Stefania Pirozzi (1:56.09)           | 7:47.61 |       |
| 10   | 1    | 2    | Alemania       | Daniela Schreiber (1:56.68) Marlene Huther (1:57.94) Annika Bruhn (1:57.28) Silke Lippok (1:56.95)            | 7:48.85 |       |
| 11   | 1    | 3    | Austria        | Lisa Zaiser (1:56.54) Jördis Steinegger (1:57.86) Lena Kreundl (2:00.64) Claudia Hufnagl (1:59.66)            | 7:54.70 |       |
| 12   | 2    | 1    | Turquía        | Esra Kacmaz (2:00.83) Tuana Bahtoglu (2:05.75) Defne Kurt (2:10.55) Ilknur Cakici (2:08.03)                   | 8:25.16 |       |
| 13   | 1    | 1    | India          | Malavika Vishwanath Aditi Dhumatkar Talasha Prabhu Anusha Sanjeev                                             | 8:39.61 |       |
| 14   | 1    | 6    | Macao          | Chi Yan Tan Chi Wai Long On Kei Lei Weng Tong Choi                                                            | 8:42.47 |       |
| —    | 2    | 2    | Brasil         | | DNS     |       |

- Q: Clasificado a la siguiente fase
- DNS: No inició la prueba

### Final
La final se disputó a las 19:32 (hora local de Catar).
| Posición          | Línea | País           | Nadadores | Tiempo  | Notas |
| ----------------- | ----- | -------------- | --- | ------- | ----- |
| Medalla de oro    | 3     | Países Bajos   | Inge Dekker (1:54.73) Femke Heemskerk (1:51.22) Ranomi Kromowidjojo (1:54.17) Sharon van Rouwendaal (1:52.73) | 7:32.85 | RM    |
| Medalla de plata  | 2     | China          | Qiu Yuhan (1:53.26) Cao Yue (1:54.48) Guo Junjun (1:55.14) Shen Duo (1:54.14)                                 | 7:37.02 |       |
| Medalla de bronce | 6     | Australia      | Leah Neale (1:54.15) Madi Wilson (1:54.37) Brianna Throssell (1:56.80) Kylie Palmer (1:53.27)                 | 7:38.59 |       |
| 4                 | 4     | Hungría        | Evelyn Verrasztó (1:54.65) Zsuzsanna Jakabos (1:54.85) Boglárka Kapás (1:56.58) Katinka Hosszú (1:53.13)      | 7:39.21 |       |
| 5                 | 7     | Estados Unidos | Shannon Vreeland (1:55.22) Kathleen Baker (1:54.22) Katie Drabot (1:54.74) Elizabeth Beisel (1:55.30)         | 7:39.48 |       |
| 6                 | 8     | Japón          | Miki Uchida (1:54.60) Chihiro Igarashi (1:54.15) Tomomi Aoki (1:56.68) Yayoi Matsumoto (1:57.22)              | 7:42.65 |       |
| 7                 | 1     | Suecia         | Michelle Coleman (1:54.57) Louise Hansson (1:54.58) Ida Marko-Varga (1:59.15) Sarah Sjöström (1:55.14)        | 7:43.44 |       |
| 8                 | 5     | Rusia          | Veronika Popova (1:54.09) Arina Openysheva (1:57.20) Elena Sokolova (1:56.13) Viktoriya Andreyeva (1:56.62)   | 7:44.04 |       |